# Vlasta Chramostová
Vlasta Chramostová (ur. 17 listopada 1926 w Brnie, zm. 6 października 2019 tamże) – czeska aktorka teatralna i filmowa.
Wystąpiła w 35 filmach od 1950 roku. Zagrała w filmie Pułapka z 1950 roku, który został zgłoszony na Festiwal Filmowy w Cannes w 1951 roku.
Brała udział w aksamitnej rewolucji, w której Czechosłowacka Republika Socjalistyczna została obalona w listopadzie 1989 roku. Podczas wiecu w teatrze Vinohrady w Pradze zacytowano ją: „Jeśli nie teraz, to kiedy? Jeśli nie my, to kto?”.

## Filmografia
- 1950: Pułapka
- 1953: Tajemnica krwi
- 1957: Osamotniony
- 1963: Gdy przychodzi kot
- 1968: Palacz zwłok
- 1998: Zabić Sekala
- 2011: Odejście